# Mirror Mirror (2012)
Mirror Mirror is een Amerikaanse speelfilm uit 2012 van regisseur Tarsem Singh met Lily Collins en Julia Roberts in de hoofdrollen. Het is een verfilming van het bekende sprookje Sneeuwwitje. De film werd in het Nederlands nagesynchroniseerd met stemmen van Carice van Houten (Sneeuwwitje) en Jan Kooijman (de prins). De titelsong Ze hoort bij mij werd gezongen door de vijftienjarige rapper Monsif.

## Rolverdeling
| Acteur          | Personage             | Nederlandse stem  | Vlaamse stem      |
| --------------- | --------------------- | ----------------- | ----------------- |
| Lily Collins    | Sneeuwwitje           | Carice van Houten | Evelien Bosmans   |
| Julia Roberts   | Koningin Clementianna | Irene Moors       | Veerle Dobbelaere |
| Armie Hammer    | Prins Andrew Alcott   | Jan Kooijman      | Louis Talpe       |
| Nathan Lane     | Brighton (Blijker)    |                   | Warre Borgmans    |
| Mare Winningham | Margaret (Marie)      |                   |                   |
| Michael Lerner  | De baron              |                   |                   |
| Sean Bean       | De koning             |                   |                   |
| Danny Woodburn  | Grimm                 |                   |                   |
| Martin Klebba   | Butcher               |                   |                   |